# 이재성 (배우)
이재성(1990년 12월 28일 ~ )은 대한민국의 배우이다.
== 학력

## 출연작

### 영화
- 《범죄도시 3》 (2023년) - 클럽 오렌지 기도 역 (첫 천만영화)
- 《압꾸정》 (2022년) - 사채업자 2 역
- 《시민덕희》 (2020년)
- 《보호자》 (2020년)
- 《투빅맨》 (2020년) - 장기밀매단 역

### 드라마
- 《달리와 감자탕》 (2021년, KBS2) - 달포 역
- 《모범택시》 (2021년, SBS) - 조폭 역

### 광고
- 라카이 신발